# Jaime Pérez García de Aguiar
Jaime Pérez García de Aguiar (Santa Cruz de La Palma, Canarias, 1930 - 8 de diciembre de 2009) más conocido por su inscripción civil, Jaime Pérez García, fue periodista, escritor, historiador y genealogista.  Hijo de Ezequiel Pérez Martín y de Mª de la Nieves García (de Aguiar) y Carmona. Simultaneó sus estudios de Bachillerato con la carrera de piano en el Conservatorio Superior de Música y Declamación de Santa Cruz de Tenerife.  

## Vida profesional
Fue funcionario del Cuerpo Superior de Administradores Civiles del Estado en el Gobierno Civil de Santa Cruz de Tenerife, y desde 1955 en Santa Cruz de La Palma. También Cronista Oficial de su ciudad natal desde 1973. En 1963 comenzó a colaborar como parte de la Junta de Dirección del Nobiliario de Canarias. En 1971 entró a formar parte del Instituto Venezolano de Genealogía; en 1966 como numerario en el Instituto de Estudios Canarios y en el año 2004 fue cofundador de la Sociedad de Estudios Generales de La Palma. En 1975 fue nombrado Delegado local de Bellas Artes por la Dirección General del Patrimonio Artístico y Cultural del Ministerio de Educación y Ciencia. 
Una de sus aportaciones destacadas fue compilar en distintos libros sucesivos ("Fastos biográficos de La Palma I, II y III"), un conjunto de micro-biografías de personas nacidas en la isla que han destacado en algún sentido, dentro o fuera de ella, y que suponen un guion historiográfico, de base social amplia y horizontal, paralelo y complementario al discurso tradicional de la historia. Así, son las personas biografiadas las que incluyen, y no al contrario, los distintos acontecimientos históricos y culturales de la Isla (Pleito de los Regidores perpetuos, Siglo de oro de La Palma, cultura del azúcar…), su patrimonio e instituciones más importantes (Arqueología, iglesias BIC, Ayuntamiento de Santa Cruz de La Palma, Cabildo de La Palma, La Cosmológica...). También “Fastos” nos permite contabilizar ciertas singularidades llamativas de su producción cultural, (en una isla de economía agrícola), por ejemplo, en la cantidad de personas que escriben versos (Poetas de la isla de La Palma) y en la producción tipográfica de noticias, en un determinado periodo histórico (Periódicos de la isla de La Palma), que la convierten, tal vez de España (y de Europa), en la isla con una mayor contabilidad de poetas (179, hasta junio del año 2018, a falta de incluir más), y en la isla con más periódicos (123, hasta 1948), en relación con su tamaño geográfico (708,32 kilómetros cuadrados) y a su población (82.346 habitantes, INE 2015).
Para el prologuista del propio libro, Fastos biográficos de La Palma, el doctor Juan Régulo Pérez: “El valor de estos Fastos radica en que su autor ha logrado establecer un corpus de personas importantes, un glossarium biographicum palmense en el que, junto a figuras de presencia obligada, hay otras cuya inclusión pudiera parecer discutible. Pero Jaime Pérez García ha considerado el peso de cada nombre, bien por ser un precedente significativo de la europeización de La Palma –así se entiende la inclusión de todos los conquistadores y primeros pobladores conocidos, como raíces de la sociedad insular-, bien por ofrecer un ejemplo que el investigador ha considerado significativo de una mentalidad, de un grupo, de un proceso, con lo que aparece justificada la introducción de obra impresa en forma de libro; de todo autor de obra artística (pintor, escultor, arquitecto, músico, cineasta); de todo promotor de obras religiosas, como fundaciones, centros asistenciales, legados, mandas pías; de todo individuo de categoría social en el gobierno, la milicia, la religión, la docencia, el comercio, la industria, el deporte, la política, la construcción naval, la banca, la radio y televisión, etc., sin olvido de los alarifes, canteros, carpinteros, orfebres, plateros y otros menestrales y artesanos, cuando han sobresalido por sus obras, siempre a condición de haber nacido en La Palma o de haberse avecindado temprana o largamente en ella” (pág. 13).
"A veces, apenas ha logrado vindicar más que un nombre, ligado a un hecho significativo, y la época aproximada en que tal nombre floreció. Así los Fastos se hacen más interesantes, al señalar lagunas y huecos que la investigación debe superar, en un futuro inmediato, acerca de figuras todavía sin estudio o mal conocidas" (Pág. 14).

## Obra
• Nobiliario de Canarias. Tomo IV.
• Casas y familias de una ciudad histórica: la Calle Real de Santa Cruz de La Palma (1995)
• La Calle Trasera de Santa Cruz de La Palma (2000)
• Los Carmona de La Palma, artistas y artesanos (2001)
• Santa Cruz de La Palma: Recorrido histórico-social a través de su arquitectura doméstica (2004)
• La Casa del Mayorazgo Tercero de los Massieu Monteverde, sede de CajaCanarias en La Palma (2006)
• Memorias Insulares: Santa Cruz de La Palma 1942-1946 (2008).
• Fastos biográficos de La Palma (2009).

## Reconocimientos y condecoraciones
- 2000: Gobierno de España. Cruz de Oficial de la Orden del Mérito Civil.
- 2000: Santa Cruz de La Palma. Hijo Predilecto[11]
- 2009: Sociedad Cosmológica de Santa Cruz de La Palma."Cosmólogo"/Socio de Honor[12]